# Cot Karieng Mubinteh
Cot Karieng Mubinteh är ett berg i Indonesien.   Det ligger i provinsen Aceh, i den västra delen av landet, 1 800 km nordväst om huvudstaden Jakarta. Toppen på Cot Karieng Mubinteh är 517 meter över havet.
Terrängen runt Cot Karieng Mubinteh är huvudsakligen kuperad.Runt Cot Karieng Mubinteh är det tätbefolkat, med 297 invånare per kvadratkilometer. Trakten runt Cot Karieng Mubinteh består till största delen av jordbruksmark.